# Stephen of Lexinton

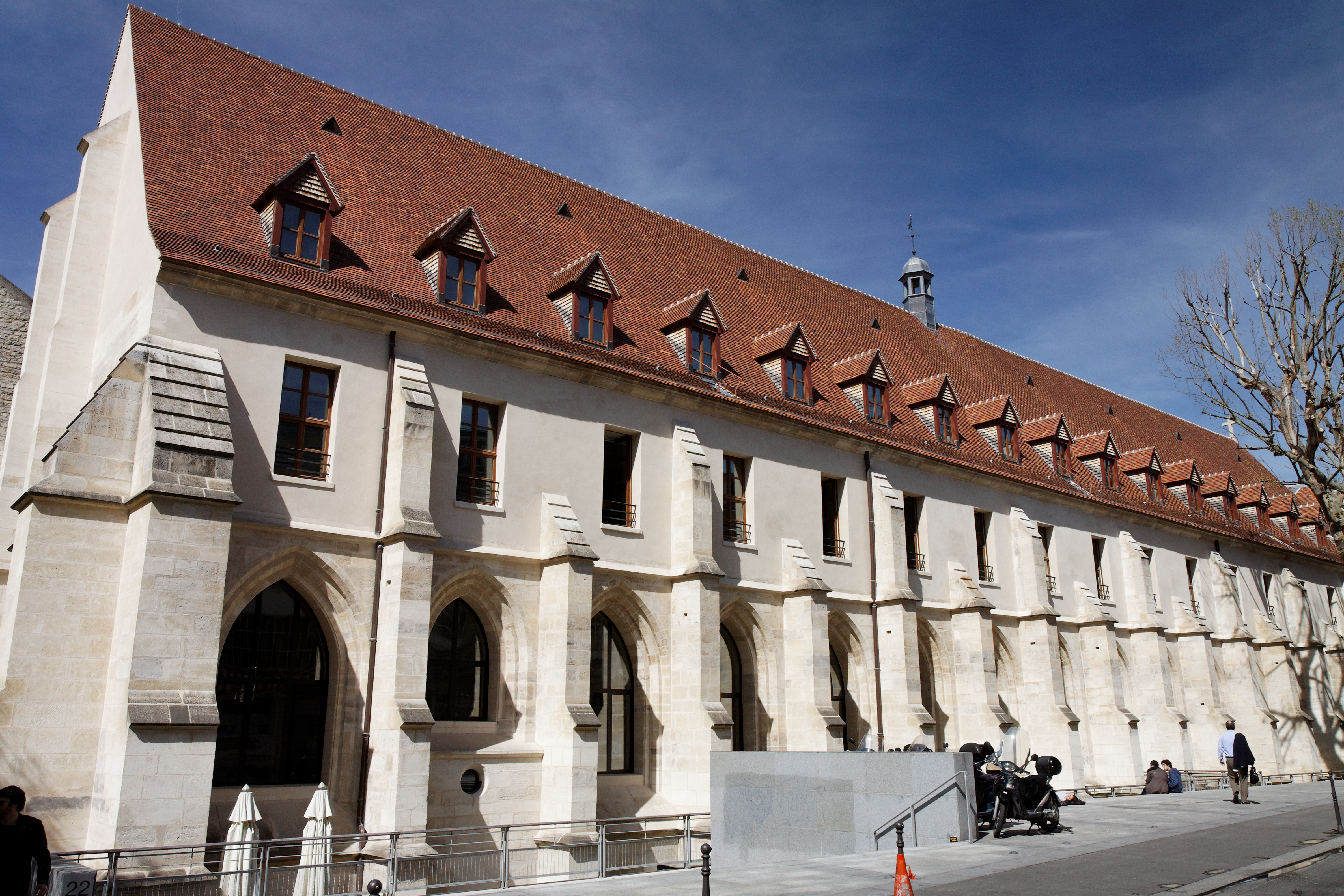
Das von Stephen of Lexinton in Paris gegründete Collège des Bernardins

Stephen of Lexinton (auch Étienne de Lexinton) (* um 1198 in Laxton (Nottinghamshire); † 1258 im Kloster Ourscamp) war ein anglo-französischer Geistlicher. Von 1243 bis 1256 war er Abt des Klosters Clairvaux.

## Herkunft und Eintritt in den Zisterzienserorden
Stephen war wohl der zweitälteste Sohn des englischen Adligen Richard of Lexinton und dessen Frau Matilda. Die Familie gehörte zur Gentry und wurde nach dem Gut von Laxton in Nottinghamshire benannt, wo Stephen vermutlich geboren wurde. Stephen studierte die freien Künste in Paris. Am 23. Mai 1215 erhielt er von König Johann Ohneland eine geistliche Pfründe am Southwell Minster in Nottinghamshire. Anschließend studierte er in Oxford Theologie bei Edmund of Abingdon. Dieser ermunterte ihn wohl, nicht eine akademische Karriere zu verfolgen, sondern in den Zisterzienserorden einzutreten. Wohl um 1221 verließ Lexinton mit sechs anderen Studenten Oxford. Zusammen traten sie als Mönche in Quarr Abbey auf der Isle of Wight ein.

## Aufstieg zum Abt von Clairvaux
Bereits 1223 wurde Stephen zum Abt von Stanley Abbey in Wiltshire, einem Tochterhaus von Quarr und Filialkloster von Savigny gewählt. Im Auftrag des Generalkapitels des Ordens unternahm Stephen 1226 einer Visitation der Zisterzienserklöster in Irland, nachdem bekannt geworden war, dass in Mellifont Abbey und deren Tochterklöstern die geistliche Disziplin zusammengebrochen sei. Stephen löste diese schwierige Aufgabe wohl so gut, dass er 1229 zum Abt und Oberhaupt der Savigny-Kongregation gewählt wurde. Im Frühjahr 1241 war er zusammen mit seinem Bruder John of Lexinton auf dem Weg nach Rom zum Konzil, das Papst Gregor IX. einberufen hatte. Auf der Seereise wurden ihre Schiffe im Mittelmeer in der Seeschlacht von Giglio von einer Flotte des römisch-deutschen Kaisers Friedrich II. angegriffen. Die kaiserliche Flotte konnte zahlreiche gegnerische Schiffe entern und dabei viele Prälaten gefangen nehmen, so dass das Konzil nicht zustande kam. Stephen konnte jedoch zusammen mit seinem Bruder John der Gefangennahme entkommen. 1243 wurde er zum Abt des Klosters Clairvaux gewählt, eine der vier Primarabteien des Zisterzienserordens. Wilhelm, sein Vorgänger als Abt, war in der Schlacht von Giglio in kaiserliche Gefangenschaft geraten und im Gefängnis gestorben.

## Abt von Clairvaux
Aufgrund seiner eigenen Ausbildung und wegen seiner Erfahrungen in Irland war Stephen überzeugt, dass die Novizen des Ordens theologisch besser geschult und über die Prinzipien und Ideale des Zisterzienserordens unterrichtet werden müssten. Deshalb griff er den Plan, den Abt Evrard, einer seiner Vorgänger entworfen hatte, auf, in Paris eine Schule des Zisterzienserordens einzurichten. Sowohl das Generalkapitel wie auch der Papst stimmten dem Vorhaben zu, und so begann 1247 der Bau eines Collège, das nach seinem Standort Cardonetum zunächst Chardonnet und später Collège des Bernardins genannt wurde. Die ersten Studenten begannen 1250 ihr Studium in dem Collège, das unter Aufsicht der Äbte von Clairvaux blieb, die auch die Schulleiter ernannten. Die Schule war aber nur ein Teil des Konzepts von Stephen. 1245 überzeugte er das Generalkapitel des Ordens, nach dem Vorbild des Dominikanerordens für die Zisterzienser ein Ausbildungs- und Lehrkonzept einzuführen. Das Generalkapitel beschloss, dass nach Möglichkeit jeder Abt eine Schule für seine Mönche gründen sollte. Darauf aufbauend sollte in jeder Ordensprovinz ein spezialisiertes Theologiestudium angeboten werden, das für begabte Mönche offenstehen sollte.

## Absetzung und Tod
Vor allem gegen den Plan, Mönche aus den Klöstern in die Universitätsstädte zu entsenden, rief bei einigen Ordenssektionen starken Widerstand hervor. Dies führte dazu, dass das Generalkapitel Stephen 1256 als Abt absetzte. Als Vorwand dafür diente die Behauptung, dass er ein päpstliches Privileg erhalten hätte, dass den Ordensregeln widersprach. Stephen hatte jedoch einflussreiche Freunde, darunter den dem Zisterzienserorden angehörende Kardinal Johannes von Toledo. Dieser unterstützte das Konzept von Stephen und setzte sich für ihn ein. Schließlich befahl Papst Alexander IV. dem Abt Guy III. de Bourgogne von Cîteaux streng, Stephen wieder in sein Amt einzusetzen. Um jedoch einen Streit zwischen dem Papst und dem Generalkapitel des Ordens zu vermeiden, und vielleicht auf Bestreben von Stephen selbst, wandte sich der französische König Ludwig IX. an den Papst und drängte darauf, dass die Absetzung Bestand haben sollte. Stephen zog sich in das Kloster Ourscamp in der Picardie zurück, wo er wenig später starb.

## Nachwirkung
Stephen hinterließ zahlreiche Briefe, die eine wertvolle Quelle für die Geschichte des Zisterzienserordens sind. Vor allem aber ging trotz aller Widerstände sein Ausbildungs- und Lehrkonzept auf. Das Chardonnet hatte steigende Studentenzahlen, und noch vor dem Ende des 13. Jahrhunderts gab es eigene Zisterzienserschulen an den Universitäten von Oxford, Montpellier und Toulouse, die nach dem Vorbild von Paris geschaffen worden waren.